# Nickolas Zukowsky
Nickolas Zukowsky (* 3. Juni 1998 in Sainte-Lucie-des-Laurentides) ist ein kanadischer Radrennfahrer.

## Sportlicher Werdegang
Mit dem Straßenradsport begann Zukowsky im Jahr 2015, zuvor war er im Skilanglauf und Mountainbikesport aktiv. Nach dem Wechsel in die U23 wurde er zur Saison 2017 Mitglied beim UCI Continental Team Silber Pro Cycling und nach dessen Auflösung 2019 im Continental Team Floyd’s Pro Cycling. In der Saison 2019 wurde er Kanadischer U23-Meister im Straßenrennen und gewann bei drei Rundfahrten die Nachwuchswertung, beim Grand Prix Cycliste de Saguenay auch die Gesamt- und die Punktewertung.
Zur Saison 2020 wurde Zukowsky Mitglied im UCI ProTeam Rally Cycling, für das er drei Jahre unter Vertrag stand. Sein bestes Ergebnis in dieser Zeit war ein zweiter Platz bei der Maryland Cycling Classic 2022. Zur Saison 2023 wechselte er zum Q36.5 Pro Cycling Team. Im Juni des Jahres wurde er kanadischer Straßenmeister.

## Erfolge
2019
- Kanadischer Meister – Straßenrennen (U23)
- Gesamtwertung, Punktewertung und Nachwuchswertung Grand Prix Cycliste de Saguenay
- Nachwuchswertung Tour de Beauce
- Nachwuchswertung Tour of the Gila

2023
- Kanadischer Meister – Straßenrennen

## Grand Tour-Platzierungen
| Grand Tour            | 2025 |
| --------------------- | ---- |
| Giro d’ItaliaGiro     | DNF  |
| Tour de FranceTour    | …    |
| Vuelta a EspañaVuelta | …    |